# Hjälmkasuar
Hjälmkasuar (Casuarius casuarius) är en stor flygoförmögen fågel som placeras i ordningen kasuarfåglar. Den förekommer i skogar på Nya Guinea och i norra Australien. Beståndet anses vara livskraftigt.

## Utseende
Hjälmkasuaren är den tredje största och den näst tyngsta fågeln i världen – efter strutsen och före emun. Adulta hjälmkasuarer är 1,5 till 1,8 meter höga och väger ungefär 60 kilo. Hjälmkasuaren är svart med grönblått ansikte, grönt bakhuvud och en hals som är violett framtill, blå på sidorna och lackröd på nacksidan. Honorna är större än hanarna, och har klarare färger.
Både hane och hona har en kamformad utväxt på huvudet. Dess funktion var länge omtvistad, men enligt en forskningsrapport 2019 bidrar den till att reglera kroppstemperaturen. Blodflödet till kammen ökar när temperaturen i omgivningen stiger och därmed ökar även värmeutstrålningen.

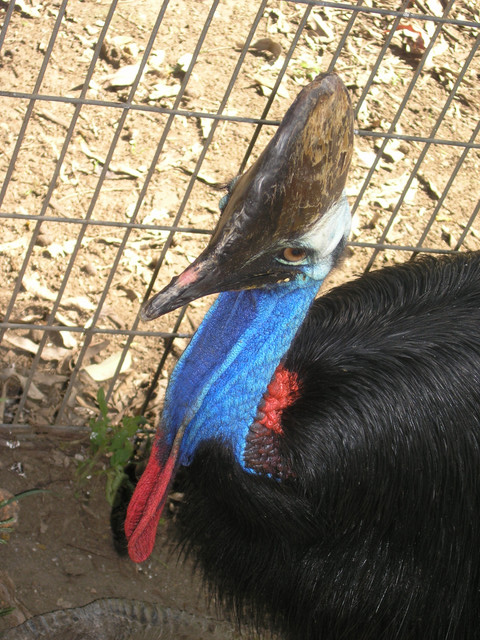
Detalj av hjälmkasuarens huvud.
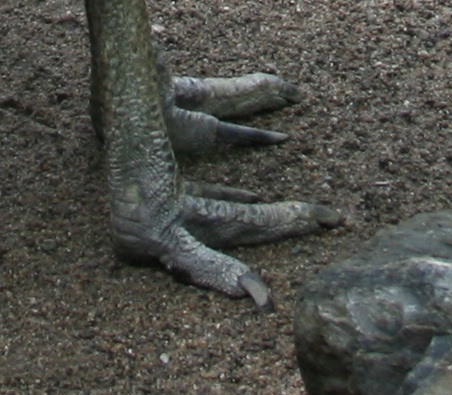
Detalj av hjälmkasuarens tre framåtriktade tår.
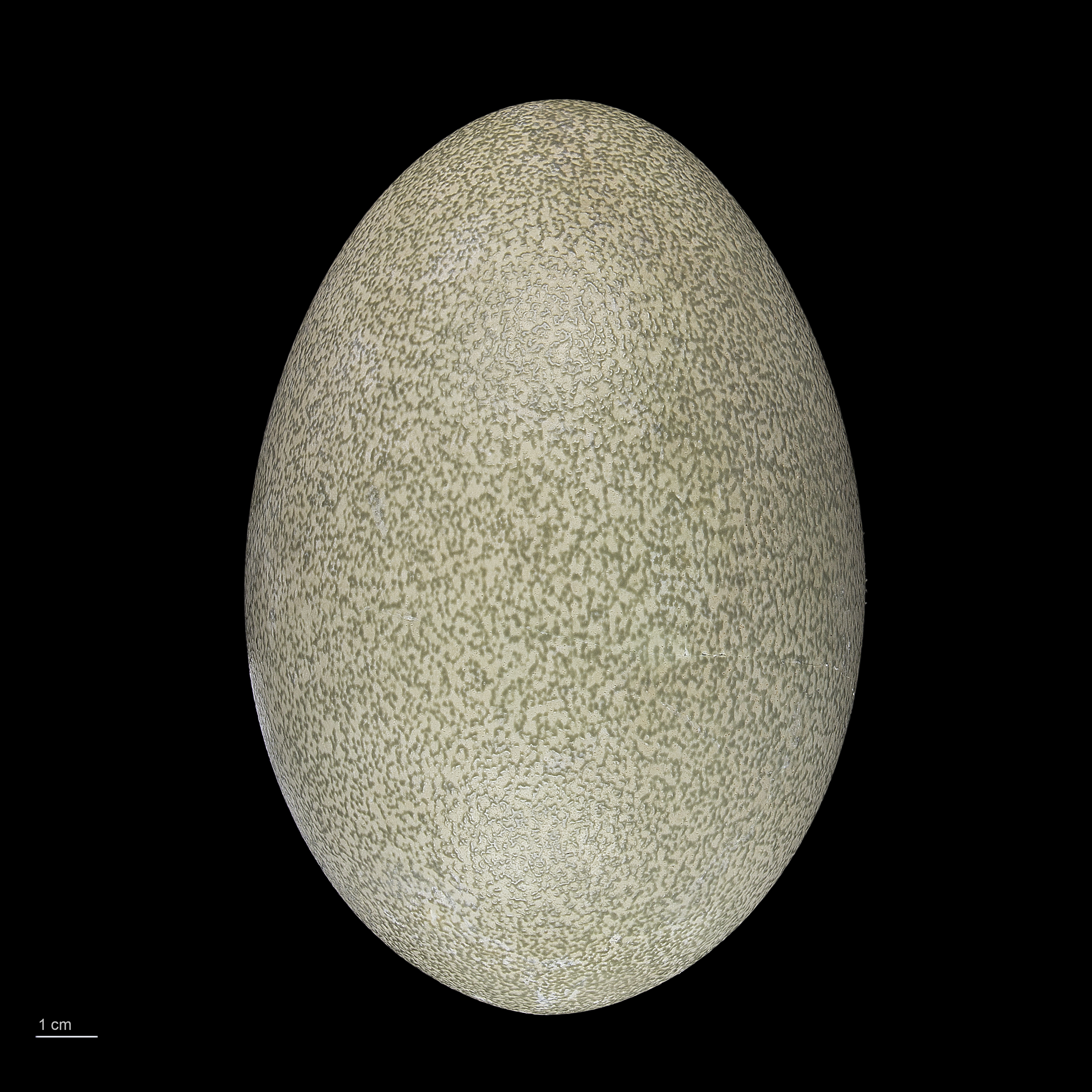
Hjälmkasuarens ägg.

## Utbredning och systematik
Arten förekommer på Nya Guinea, på närliggande öar och i nordöstra Australien. Den behandlas som monotypisk, det vill säga att den inte delas in i några underarter.

## Levnadssätt
Hjälmkasuaren hittas i tät tropisk regnskog. Den kan ses när den korsar vägar eller utmed vägkanter.

## Status och hot
Fram till 2017 kategoriserades hjälmkasuaren som sårbar (VU) av internationella naturvårdsunionen IUCN på grund av habitatförlust. Studier visade dock att populationen var större än man tidigare trott, varför den numera kategoriseras som livskraftig (LC).